# Oncle Boonmee, celui qui se souvient de ses vies antérieures
Pour plus de détails, voir Fiche technique et Distribution.
Oncle Boonmee, celui qui se souvient de ses vies antérieures (thaï : ลุงบุญมีระลึกชาติ ou Lung Boonmee raluek chat) est un film thaïlandais du réalisateur Apichatpong Weerasethakul, sorti en 2010. Il remporte la Palme d'or lors du festival de Cannes 2010.

## Synopsis
L'histoire se déroule en Thaïlande, de nos jours. L'oncle Boonmee, un apiculteur d'une soixantaine d'années, souffre d'insuffisance rénale et se prépare à mourir. Il décide de passer les quelques jours qui lui restent dans une ferme située dans les montagnes, entouré de sa belle-sœur et d'un Laotien chargé de lui prodiguer des soins. Un soir, à la table du dîner, apparaissent les fantômes de sa femme et de son fils, tous deux défunts. Ce dernier a pris l'apparence d'un grand singe sombre aux yeux rouges et phosphorescents. Le vieil homme part alors dans la jungle tropicale avec sa famille pour atteindre la mystérieuse grotte qui fut le berceau de sa première existence. Au cours du voyage, ses vies antérieures prennent forme et se rappellent à lui.

## Fiche technique
Sauf mention contraire, cette fiche technique est établie à partir d'IMDb.
- Titre original : Lung Boonmee raluek chat
- Titre français : Oncle Boonmee, celui qui se souvient de ses vies antérieures
- Réalisation : Apichatpong Weerasethakul (assisté de Suchada Siridhanawuddhi[3])
- Scénario : : Apichatpong Weerasethakul
- Photographie : Yukontorn Mingmongkon, Sayombhu Mukdeeprom, Charin Pengpanich
- Décors : Akekarat Homlaor
- Costumes : Chatchai Chaiyon (assistants : Buangoen Ngamcharoenputtasri, Pattarachanon Keawkong)
- Son : Akritchalerm Kalayanamitr, Koichi Shimizu, Richard Hocks
- Montage : Lee Chatametikool[4]
- Musique :  Koichi Shimizu
- Producteurs : Simon Field et Keith Griffiths[5], Apichatpong Weerasethakul
- Langues : laotien et thaïlandais
- Genre : Drame et fantastique
- Durée : 114 minutes
- Distribution : 
  -  France : Pyramide Distribution
- Dates de sortie :
  -  France : mai 2010 (Festival de Cannes)
  - Thaïlande : 25 juin 2010
  -  France : 1er septembre 2010 (en salles)

## Distribution
- Thanapat Saisaymar : l'oncle Boonmee

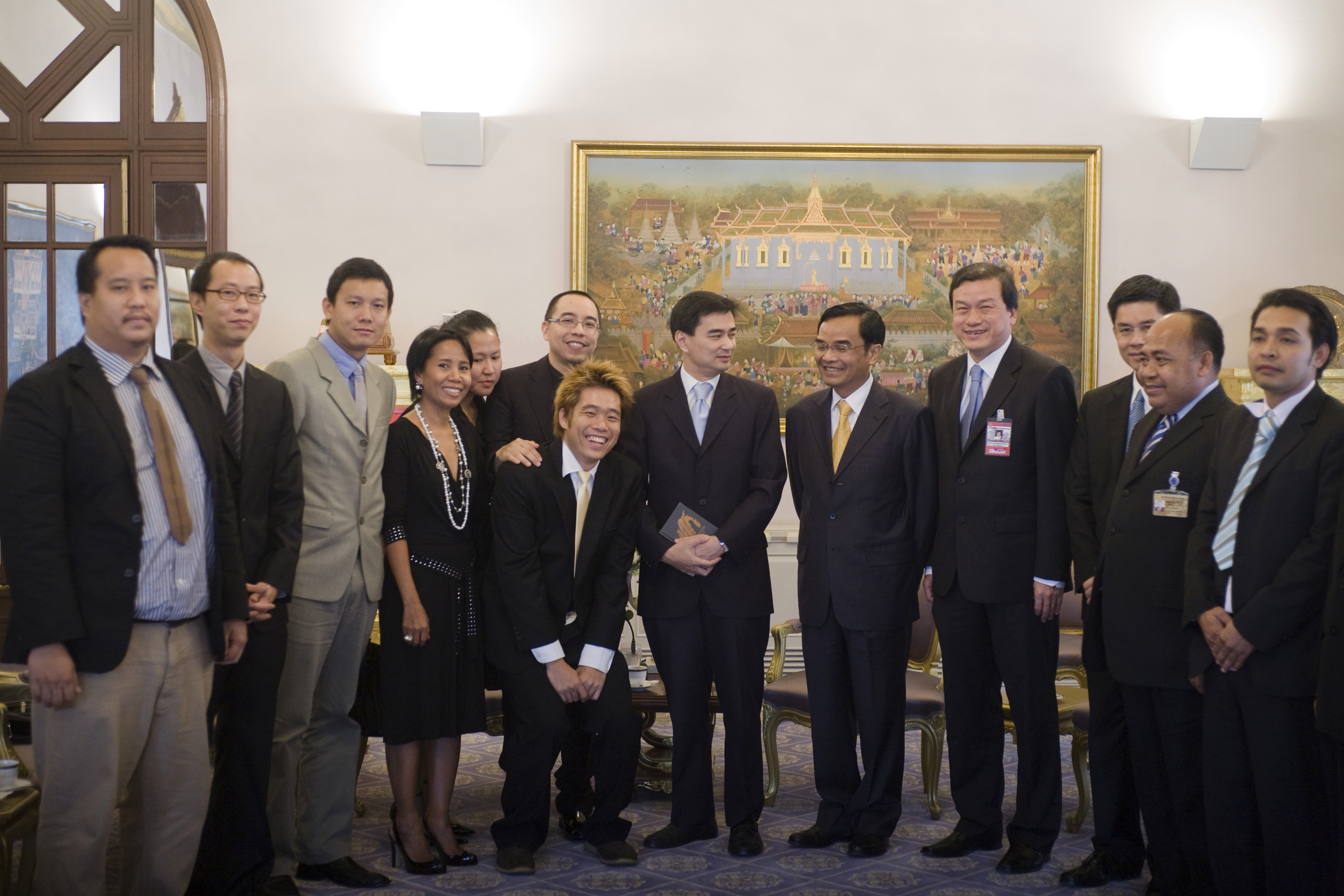
L'équipe du tournage du film reçue en juin 2010 par le premier ministre Aphisit Wetchachiwa à la suite de l'obtention de la palme d'or : la dame au collier, c'est Wallapa Mongkolprasert (la princesse) ; l'homme au costume clair est Sakda Kaewbuadee (Tong) ; et l'homme aux lunettes à côté de la dame au collier est Apichatpong Weerasethakul. En dessus d'Apichatpong, l'homme aux cheveux jaunes, c'est Krissakorn Thinthupthai.

- Jenjira Pongpas : Jen, la belle-sœur de Boonmee
- Sakda Kaewbuadee : Tong, le neveu de Jen
- Natthakarn Aphaiwonk : Huay, la femme de Boonmee
- Geerasak Kulhong : Boonsong, le fils de Boonmee
- Kanokporn Thongaram : Roong, l'ami de Jen
- Samud Kugasang : Jaai, le chef laotien des travailleurs agricoles de Boonmee
- Wallapa Mongkolprasert : la princesse
- Sumit Suebsee : le soldat
- Vien Pimdee : le fermier

## Genèse du projet

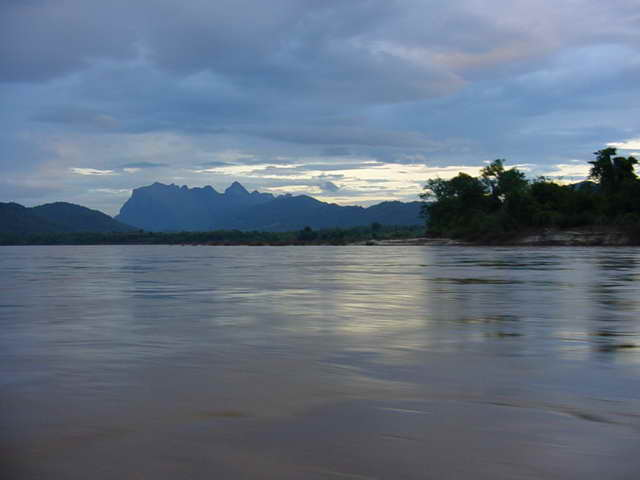
Le Mékong

Apichatpong Weerasethakul commence l'écriture du projet en 2007, après le tournage de Syndromes and a Century et en collaboration avec ses producteurs Simon Field et Keith Griffith. Le livre d'un moine, Un homme qui se souvient de ses vies antérieures, dans lequel apparaît un personnage nommé Boonmee, le hante depuis longtemps. Mais Weerasethakul ne souhaite pas adapter le livre : il préfère s'en inspirer, et s'en éloigner pour certaines scènes. Le cinéaste part trouver de l'inspiration pour son personnage en voyageant au bord du fleuve Mékong, au Nord-Est de la Thaïlande. Il y rencontre les trois fils du moine Boonmee et recueille les témoignages de ceux qui l'ont un jour croisé. L'idée de faire un film sur les vies antérieures et la réincarnation prend forme au cours de ce voyage. Le cinéaste s'arrête dans le village de Nabua pour filmer des scènes qui lui serviront pour l'exposition d'art contemporain, intitulée Primitive, qu'il prépare au même moment.
Oncle Boonmee, celui qui se souvient de ses vies antérieures appartient ainsi à un projet artistique plus large, qui prend pour cadre la région Isan située dans le nord-est de la Thaïlande, et en particulier le village de Nabua, dans la province de Nakhon Phanom, à la frontière du Laos. Dans ses travaux précédant le film, Weerasethakul a produit une installation vidéo en sept parties, ainsi que deux courts métrages :  Lettre à l'Oncle Boonmee et Les Fantômes de Nabua, tous deux présentés en 2009. Le projet global Primitive traite des thèmes de la mémoire, de la métamorphose et de la disparition.

## Analyse du film

### Thèmes et motifs

#### Différents degrés de réalité
L'intention initiale de Weerasethakul est de donner à voir l'entrelacement, ou l'interpénétration, de différentes réalités comme le passé et le présent, les vivants et les morts, le jour et la nuit, le rêve et la réalité, l'humain et l'animal, l'homme et la nature, etc... Il s'agit pour le cinéaste de superposer des degrés de réalité différents, sans nécessairement en désigner la nature aux spectateurs car pour lui, « le monde spirituel coexiste avec le monde réel sans frontière apparente ». Le journal italien Corriere della Sera souligne que le film nous plonge « dans un monde où les différences disparaissent entre raison et imagination, créatures humaines et fantastiques, présent et passé, et peut-être futur ».

#### Réincarnation
Justin Chang, du magazine américain Variety, explique que le réalisateur traite la question de la réincarnation de manière « inhabituellement directe et étrangement chaleureuse ». Le magazine américain The Hollywood Reporter trouve dans le motif de la réincarnation - où tous les êtres vivants coexistent dans une forme de « conscience universelle et non-linéaire » - le moyen pour Weerasethakul d'affirmer sa propre conception du cinéma, c'est-à-dire un médium capable de rejouer et de représenter ses vies antérieures, et de connecter l'humain à l'animal. C'est pourquoi les dernières scènes du film, avance le magazine, ont été tournées en 16 mm - l'image produite par ce format pouvant être vu comme un hommage au monde de l'enfance (et aux films anciens dont le réalisateur s'est inspiré). Le casting du film, qui reprend les acteurs de ses précédents films, appuie cette interprétation puisque le procédé joue également sur l'idée de réincarnation, ou de répétition au sens large.

#### Mémoires des conflits
Un sous-texte historique et géopolitique apparaît dans le film. Le conflit entre les insurgés communistes et les autorités thaïlandaises est évoqué, ainsi que le sort des réfugiés laotiens ayant quitté leur pays à la suite de son invasion par le Viêt Nam. Ces descriptions ont été inspirées au cinéaste par les témoignages qu'il a recueillis lors de ses repérages dans la région du Nord-Est de la Thaïlande, notamment ceux d'exilés birmans. Ces éléments s'agrègent aux autres thèmes exploités par le film en tant qu'ils véhiculent, eux aussi, une réflexion sur la mémoire - enfouie, refoulée ou encore vive. Mais le cinéaste se montre plutôt optimiste sur ces questions : « On voit des tonnes de films d'apocalypse sur la fin de la civilisation. Moi, je ne m’attarde pas là-dessus. Je me demande ce qu’il y a après, quel monde nouveau », déclare-t-il au journal Les Inrockuptibles.

### Structure dramatique

#### Une esthétique propre à chacune des six bobines
À l'inverse des précédents films d'Apichatpong Weerasethakul, les visions ou apparitions fantastiques apparaissent très tôt dans le récit : le film nous plonge dès la première demi-heure dans une réalité surnaturelle avant de revenir, à la fin du film, dans un univers plus réaliste. Le cinéaste avait d'abord pensé à faire un film en deux parties - comme Tropical Malady - puis se rétracte. Il envisage alors de donner un style différent à chacune des bobines (ou segments narratifs) du film. Le récit est donc divisé en six bobines de vingt minutes, de style différent. Le cinéaste a attribué à chacun de ses segments une direction particulière de lumière, de jeu et de mise en scène. Mais le cinéaste tient à ce que ces différences ne soient pas trop manifestes : « Si l'on projette les bobines séparément, on voit bien les différences, mais dans la continuité, c'est plus difficile à percevoir ». Le critique américain Justin Chang voit dans le refus de scinder le film en deux parties la raison de sa douceur, de sa fluidité qui nous balade « d'une rêverie à une autre ».
La première bobine répond d'un style documentaire et presque naturaliste (c'est la présentation des personnages, du décor, des enjeux dramatiques). Le cinéaste y privilégie le plan séquence pour asseoir l'ambiance et plonger le spectateur dans un état d'onirisme, de rêverie. Les autres bobines connaissent des effets de montage plus classiques. Mark Adams, rédacteur en chef du journal anglais Screen, remarque que le film s'ouvre avec des scènes d'un « calme pictural » qui deviennent de plus en plus mobiles, vivantes, à mesure que l'histoire se développe - ce que Les Inrockuptibles nomme de « furieux coups d'accélérateurs » qui suivent des scènes anodines. La deuxième bobine s'inspire de l'esthétique des fictions thaïlandaises que le cinéaste voyait à la télévision dans son enfance. La troisième (l'épisode de la ferme) revient à une inspiration documentaire, dans un style que le cinéaste qualifie d'« un peu français », avec un éclairage contrasté. La quatrième (l'épisode de la princesse) est un film en costumes. La cinquième (la jungle) est décrite par le cinéaste comme un mélange des deux précédentes : l'éclairage est très stylisé, presque théâtral et "artificiel". C'est un hommage aux vieux films. La sixième et dernière partie rejoint l'esthétique de la première bobine : on y retourne dans le monde contemporain, filmé dans des plans longs et avec une lumière réaliste.

#### Entrelacement des temporalités
Pour illustrer son sujet, qui touche à la réincarnation et aux vies antérieures, Weerasethakul envisage de lier les temporalités sans les séparer. Mais les premières versions du scénario sont très linéaires : l'action se déroule sur deux jours de manière chronologique. Ce n'est qu'en voyant les rushs en cours de tournage que le cinéaste songe à tordre la continuité des évènements et à « apporter des éléments plus abstraits pour créer l'impression d'une mémoire aléatoire ». Au montage, le cinéaste fait disparaître les trois voix off qu'il avait initialement prévues, et qui devaient courir du début jusqu'à la fin du film. Ces trois voix-off étaient celles des personnages, qui commentaient les images. Le cinéaste les trouve redondantes et estime qu'elles empêchent le spectateur de rêver devant les images.

#### Ruptures de ton
De nombreux critiques ont relevé l'humour qui se dégageait du film. La photographie du singe posant avec des militaires en est une des plus frappantes manifestations. Le critique Vincent Malausa y voit une forme de « scandale burlesque », une « mise à distance » qui permet d'appuyer la sidération et le grotesque dont s'entoure le personnage. La revue Variety insiste sur l'humour qui se dégage du film, malgré ses moments tristes. Le site de cinéma indépendant Indiewire souligne également l'atmosphère du film, qui permet « la fusion des forces poétiques et comiques ». Sophie Avon, de Sud Ouest, loue la « fraîcheur » de son style, sa « malice », son « humour », ainsi que sa « simplicité » à représenter l'invisible. La journaliste cite notamment la scène où la Princesse s'accouple avec un poisson-chat, qu'elle juge « incroyable ». Ces ruptures de ton ont d'ailleurs été reprochées au cinéaste : Vincent Thabourey, dans la revue Positif, parle d'une forme composite, voire morcelée, où alternent « morceaux de bravoure et tranches de vies réalistes » : pour le critique, « on ne retrouve pas cette moire mystique qui faisait la cohérence de Syndromes and a Century, même dans ses moments les plus prosaïques. Ici, l'hypnose et la magie sont aléatoires, comme une vague qui vient et qui se retire loin, très loin ».

### Reflets, ombres et lumières
Apichatpong Weerasethakul décrit son film comme un alliage de références hétéroclites. Le cinéaste dit s'être inspiré des films qu'il a vu dans son enfance (drame en costumes, films fantastiques) ou des comic books.
Le film a été tourné en 16 mm, ce qui permit au cinéaste de faire davantage de prises que s'il avait tourné en 35 mm. Les effets spéciaux du film touchent d'abord la lumière et la couleur. Pour figurer le fantôme de la femme de Boonmee, Weerasethakul utilise un procédé assez rudimentaire, employé dès les débuts du cinéma : un miroir est utilisé pour superposer deux plans dans la même image. Le cinéaste expliquera que ce procédé, malgré sa simplicité apparente, coûte en fait plus cher qu'un effet numérique généré par ordinateur. Pour être réussi, l'effet nécessite un immense miroir, ce qui complique beaucoup l'éclairage de la scène. Le cinéaste envisagea de filmer le château de la princesse sur un miroir puis préfèra y renoncer. Les scènes fantastiques s'inspirent de films anciens à l'éclairage très contrasté, notamment La Féline de Jacques Tourneur. Les effets spéciaux assument donc leur part de bricolage, de primitif. Le critique Vincent Malausa évoque un cinéma où, « comme chez Shyamalan, la question de l'apparition des fantômes se pose en toute frontalité (disons même : dans sa plus archaïque matérialité) ».

### Univers sonore
Le cinéaste, accompagné du designer sonore Akritchalerm Kalayanmitr, a souhaité évoquer « les sensations du cinéma des années 1970 et 1980 » dans son travail sonore. John Carpenter est l'une des références choisies pour la musique du film, qui a été composée électroniquement. Le montage son associe des sons naturels de jungle à des sons distordus ou modifiés par ordinateur. La chanson du générique de fin est un standard populaire de la musique thaïlandaise.

## Présentation au festival de Cannes

### Sélection en compétition officielle
Apichatpong Weerasethakul envoie son film au comité de sélection du festival de Cannes sans savoir comment celui-ci sera perçu. Le cinéaste avoue, de ses propres mots, ne pas savoir si son film « ressemble à quelque chose ».Quelques jours avant la présentation du film, il se murmure qu'Apichatpong Weerasethakul ne pourra se rendre au festival. Bangkok connaît des affrontements sanglants entre "chemises rouges" et forces de l'ordre. Le passeport du cinéaste est dans le centre-ville à l'ambassade anglaise en pleine "zone rouge" le jour de l'assaut de l'armée et le couvre-feu est imposé : impossible de s'y rendre. Apichatpong va d'ambassades en ambassades et parvient in extremis à obtenir son visa à l'ambassade italienne. Le cinéaste file alors immédiatement à l'aéroport, dort à l'hôtel et réussit à quitter le pays le lendemain, le jeudi 19 mai, pour se rendre à la projection officielle à Cannes, qui a lieu le 21 mai 2010. C'est la cinquième fois qu'Apichatpong Weerasethakul est sélectionné à ce festival, et la deuxième qu'il concourt pour la Palme d'Or (Tropical Malady avait obtenu le prix du jury en 2004).

Fait rarissime, le film n'a pas encore été acheté par un distributeur français lorsqu'il est projeté au festival. Plusieurs sociétés de production, comme Ad Vitam (distributeur de Tropical Malady), avaient lu le scénario quelques mois auparavant mais n'avaient pas souhaité investir dans le film. Grégory Gajos, d'Ad Vitam, explique ainsi son refus : 

« J'ai aimé le scénario, mais le film n'a pas été à la hauteur de nos attentes. Les films d'Apichatpong Weerasethakul sont massivement soutenus par la critique, mais le lien avec le public est beaucoup plus difficile. Pour les distribuer, il faut vraiment avoir le feeling. »

 Des projections destinées aux distributeurs sont organisées avant sa présentation au festival, mais le film ne trouve toujours pas preneur. Éric Lagesse, directeur de la société Pyramide, confiera que le scénario lui avait beaucoup plu mais que les chiffres de fréquentation des précédents films du cinéaste (25 573 entrées, en France, pour Tropical Malady) ne l'incitaient pas à prendre de risque. Charles de Meaux, coproducteur du film, confiera au journal Le Monde que tous ces refus étaient prévisibles :  

« Je produis les films de Joe [surnom du cinéaste] au forceps depuis dix ans. J'ai sorti Mysterious Object at Noon en vidéo. Pour Blissfully Yours, Pascal Caucheteux m'a mis à disposition sa salle parisienne du Panthéon. Pour Tropical Malady, Ad Vitam a acheté le film, mais a eu beaucoup de mal à trouver des salles. Les distributeurs sont de plus en plus oppressés par la concurrence de films massifs ; ils n'ont plus d'espace de survie. Moi, je pensais que c'était le film le plus génial du monde, mais je me suis heurté, lors de la projection précannoise, à un accueil extrêmement négatif. »

### Accueil de la presse
Le film reçoit des critiques dithyrambiques d'une grande partie de la presse et devient un prétendant sérieux à la récompense suprême - à l'instar du film de Mike Leigh et de celui de Xavier Beauvois. Isabelle Regnier, du Monde, parle d'un « éblouissement absolu » qui mériterait d'obtenir la Palme d'or. Louis Guichard de Télérama évoque le seul « moment magique de la compétition » (la rédaction de l'hebdomadaire lui attribuant également sa propre Palme). Le magazine américain Variety parle d'un objet « merveilleusement dingue ». Libération salue une œuvre « délirante et magistrale ». Le quotidien anglais The Telegraph lui décerne cinq étoiles (le maximum) tout comme les sites culturels Fluctuat.net  (qui lui décerne sa Palme) et Excessif. Le Berliner Zeitung décrit le film comme étant l'un des moments les plus extraordinaires que le festival ait offert. Les Inrockuptibles déclare qu'il s'agit du film « le plus audacieux et étonnant du festival ». Paris Match affirme qu'il s'agit du « plus beau poème filmique de la compétition ». Les Cahiers du cinéma "parle d'un des plus grands cinéastes d'aujourd'hui, et certainement le meilleur de sa génération" , le JDD encense un film « magnifique » tandis que la revue anglaise Screen qualifie le film de pure « merveille ». Regards vante « la puissance de ce film-rêve, situé dans la jungle, peuplé de fantômes et d'animaux sauvages, [qui] donne la quintessence de l’excellent palmarès décerné par le président du jury, Tim Burton ». Le film connaît pourtant de sérieux détracteurs. Les critiques du Figaro trouvent, eux, le film « pitoyable », « interminable », « plein de visions inintéressantes » et La Tribune y voit l' « œuvre la plus absconse de toute la sélection » : « c'est certes onirique, poétique mais aussi prodigieusement ennuyeux ».

### Obtention de la Palme d'or

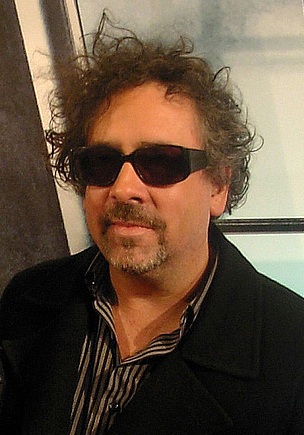
Tim Burton, président du jury du Festival de Cannes 2010.

Il faudra attendre le matin même de la remise des prix pour que le film trouve un distributeur. C'est finalement Éric Lagesse, directeur de la société Pyramide, qui achète le film, quand les rumeurs donnant le film couronné par un prix se font de plus en plus insistantes : « Après la projection, à mesure qu'avançait le Festival, l'envie de l'acheter a mûri. Le dimanche après-midi, quand on a signé, on ne savait pas s'il aurait la Palme. Mais on savait que sans elle, on prenait 100 % de risques » explique-t-il. La rumeur donnant le film au palmarès bruit quelques jours avant l'avance du palmarès, mais peu d'observateurs croient en ses chances d'obtenir la Palme. Mike Leigh et Xavier Beauvois sont encore donnés favoris. Le premier cinéaste, pourtant, ne monte pas les marches lors de la remise des prix, ce qui signifie qu'il n'a pas été rappelé par l'organisation du festival, et qu'il y a peu de chance, par conséquent, qu'il figure au palmarès. Le second obtient le Grand Prix du festival. Apichatpong Weerasethakul reçoit finalement la Palme d'Or des mains de Charlotte Gainsbourg. À la conférence de presse suivant l'annonce du palmarès, il apparaît que quatre jurés ont ardemment défendu le film : les cinéastes Tim Burton, Víctor Erice et Emmanuel Carrère ainsi que l'acteur Benicio del Toro. Après la France, le film est vendu en Russie, au Portugal, en Grande-Bretagne et en Israël.

## Promotion, distribution et box-office

### Réserves exprimées quant au potentiel commercial du film
Malgré l'accueil enthousiaste de la critique, beaucoup de journalistes se sont interrogés, lors du festival de Cannes, sur le potentiel commercial du film. En cause : l'originalité du projet, dont la structure narrative pourra rebuter beaucoup de spectateurs.
Les détracteurs du film n'ont pas manqué de le souligner : le journaliste Christophe Carrière, de L'Express considère que le « film se prend trop au sérieux pour fédérer le plus grand nombre » et qu'il ne parviendra ni à faire venir les spectateurs, ni à les garder dans la salle. Pierre Murat de Télérama ne se fait guère d'illusion sur la réussite commerciale du film, qui ne devrait pas attirer un énorme public. Pourtant, la lenteur qui caractérise le film doit être perçue, selon le journaliste, comme nécessaire, intrinsèque à la forme du récit car elle est « incantatoire ».
Variety souligne pourtant que le film est plus accessible que les précédents films de son auteur, mais qu'il est aussi celui qui résiste le plus à l'analyse. Il est donc peu probable que le cinéaste élargisse son public avec ce film, même si le réalisateur, précise la revue, bénéficie du soutien de la critique, des cinéphiles et des programmeurs de festival. Le film, par « son influence bouddhiste, ses références mythologiques et ses images hypnotiques », demande donc aux spectateurs d'être « aventureux ». Le site Excessif déclare même que « les cinq premières minutes [du film] feront le tri entre les réceptifs et les réfractaires » car « il faut être attentif à la composition des plans, à la texture des images, aux moindres bruissements pour apprécier cette expérience sans boussole, au rythme hypnotique ». Le quotidien 20 minutes abonde dans ce sens : « Il n'y a pas de clé, au sens occidental du terme. Il ne faut pas essayer de comprendre. Juste se laisser envoûter et ça… ça marche ou ça casse ! ».
Jean-Michel Frodon, de Slate, s'applique à battre en brèche tous les a-priori attachés à ce genre de films, que l'on juge à tort austères ou élitistes. Le film peut « susciter des réticences chez beaucoup, peu disponibles à se laisser aller à d'autres attitudes, à d’autres modes de fonctionnement que ceux auxquels ils sont accoutumés », reconnaît le critique. C'est le sort réservé à toutes les œuvres réellement « novatrices », qui laissent rarement indifférents. Mais il faut parfois faire l'effort d' « apprivoiser ces formes inédites, [d']apprendre à se laisser aller à des sensations inconnues : les beautés innombrables qu’offre ce film-fleuve, ce film-univers, ce film-rêve qui est aussi volontiers rieur, parfois burlesque, sont la récompense de cet apprentissage », car « n’apprend-on pas à regarder de la peinture abstraite, à écouter de la musique classique, à rencontrer des formes qui d’abord nous semblaient opaques, hostiles, ou ridicules ? ». Le critique récuse également l'argument selon lequel le film serait élitiste : « Le cinéma de Weerasethakul ne réclame aucun savoir particulier, encore moins une appartenance à une catégorie sociale. Il ne parie que sur les sensations, sur ce que chacun est capable de ressentir, à partir de ses propres émotions inspirées par cet univers sensuel, mystérieux, enchanté ». Stéphane Delorme, dans Les Cahiers du cinéma fait à peu de chose près la même remarque : « [les films de Weerasethakul] s'éprouvent dans la plus grande simplicité. Il suffit de s'asseoir dans le noir et d'aimer se laisser étonner, vertu à la portée de tous ».
Screen appuie également cette idée en pariant toutefois que le film, malheureusement, devrait rencontrer un public limité en raison de sa forme expérimentale et de l'implication qu'il demande à ses spectateurs (Weerasethakul s'abstenant de définir ce qui appartient au registre des  rêves, des fantasmes ou des anciennes vies de son personnage principal, le récit laisse donc libre cours à « l'imagination du spectateur », à qui il revient de décider de la nature de ces images). Le critique résume le problème de la manière suivante : le film « ne s'adresse pas à tout le monde » mais il devrait marquer ceux qui le verront - ce que corrobore Il Messaggero en déclarant que le film se tient « proche » de chaque spectateur. The Telegraph, The Hollywood Reporter et le site Indiewire se montrent en revanche beaucoup plus optimistes. Le premier voit en ce film « le plus accessible et le plus enchanté à ce jour » que Weerasethakul ait jamais fait. Le second remarque que « le langage cinématographique du réalisateur a toujours été expérimental, intuitif et personnel » mais que le vocabulaire de ce film est moins difficile que les précédents, parce qu'il s'éloigne d'une certaine forme d'avant-garde. Le troisième juge l'œuvre « raisonnablement accessible ».

### Distribution internationale
Une quarantaine de pays a acquis les droits du film.

#### En Asie
Oncle Boonmee sort en  Thaïlande le 25 juin 2010. Une seule copie est tirée et le film obtient un certain succès mais uniquement un succès d'estime, insignifiant par rapport aux films très populaires comme la légende de Suriyothai, King Naresuan, Bang Rajan, L'honneur du dragon, Nang Nak, The Holy Man, Bangkok Traffic (Love) Story, Fan Chan... et la multitude d'autres  films comme The Love of Siam etc. L'œuvre est interdite aux spectateurs de moins de quinze ans (et non aux moins de dix-huit ou vingt ans, ce qui aurait été prévisible). Cette interdiction est jugée clémente car les films précédents du cinéaste avaient connu de nombreux problèmes avec la censure du pays.
Le film est aussi projeté dans les salles de cinéma de Singapour, de Taïwan, de la Corée du Sud, du Japon ...

#### En Europe
Le film sort en France le 1er septembre 2010 dans 84 salles. Conscient que le film ne fera pas des millions d'entrées[réf. nécessaire], et qu'il lui faudra batailler contre certaines critiques négatives (en particulier celle du quotidien Le Figaro), Éric Lagesse exprime son sentiment : « il faut que nous expliquions aux gens qu'ils vont faire un voyage extraordinaire. Je pense honnêtement que le film peut plaire à une bonne partie des lecteurs du Figaro ».
Le film est distribué par Movienet en Allemagne et sort le 30 septembre 2010 lors du Festival du film de Munich. Il est acheté par Karma Films en Espagne, par BIM Distribuzione en Italie et par New Wave Films au Royaume-Uni.

#### En Amérique
Oncle Boonmee est distribué par Filmswelike au Canada et par Strand Releasing aux États-Unis pour une exploitation à l'hiver 2009-2010.

## Réception critique
Les inventions formelles et narratives du film sont louées par une grande majorité de critiques, qui insistent sur l'état d'apesanteur dans lequel nous plonge le film. L'adjectif "magique" revient ainsi dans beaucoup d'articles. Le journal italien Il Messaggero déclare qu'il s'agit d'une œuvre « unique », dont le rythme hypnotique soutient une « imagination formelle surprenante ». Louis Guichard de Télérama évoque une œuvre « de poète et de visionnaire », un assemblage « doux », « sensuel » et « malicieux » d' « images mentales et oniriques » dans lequel se retrouvent des éclats du cinéma de Jean Cocteau. Les mots choisis par Jean-Marc Lalanne des Inrockuptibles sont presque sensiblement les mêmes : le critique voit dans le film « de la douceur et de [la] béatitude (...) alors même que le récit peut dévisser très fort et se percher jusqu'à des sommets délirants vraiment extrêmes ». Le critique ajoute que le cinéma de Weerasethakul compte « parmi ce que le cinéma contemporain peut proposer de plus déphasant et intense ». Le site Fluctuat.net abonde dans ce sens en soulignant son caractère élégiaque qui préfère « le mystère et la sensualité à l'épouvante propre au genre ». Paris Match parle d'une « audace visuelle et narrative insensée », qui permet au récit d' « atteindre un état de grâce et de sérénité ». Xavier Leherpeur de Studio Ciné Live rajoute qu'il s'agit d'un film « universel » qui s'adresse autant aux sens qu'à l'esprit.

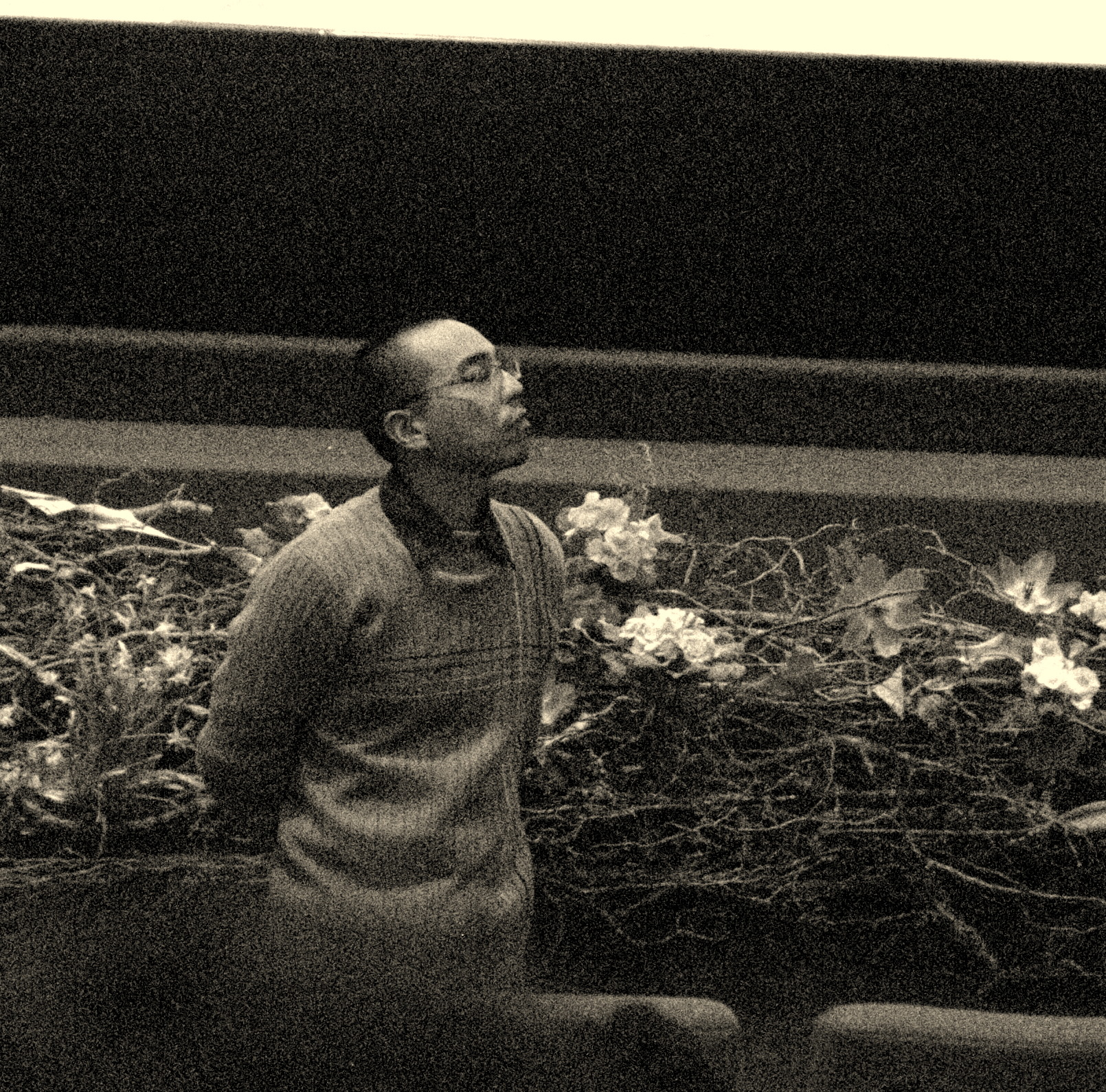
Le cinéaste Apichatpong Weerasethakul.

The Telegraph évoque une « fabuleuse vague de magie », dont beaucoup d'éléments restent « insaisissables et secrets ». Le quotidien y voit un film « sur ce que signifie prendre soin des autres » et tente un rapprochement entre les fantômes de singe décrits dans le film et les "chemises rouges" qui manifestaient à Bangkok à l'heure où le film était présenté à Cannes. Le site de cinéma Excessif déclare que le réalisateur « se surpasse » avec ce film qui se situe entre « la science-fiction et le fantastique » et qui ravive « la sensation d'inconnu et de dépaysement que l'on pouvait éprouver devant Tropical Malady ». Le film, « où chaque élément (son, durée des plans, hors-champ) renvoie à l'autre dans une discrète et inquiétante harmonie », crée un véritable « état de grâce ». Le journal anglais The Guardian juge l'atmosphère du film à la fois « étrange, drôle, spirituelle et ondoyante ».
La revue anglaise Screen souligne que le film est « profondément émouvant » avec de vrais « moments d'humour surréaliste », et que la simplicité de l'acteur Thanapat Salsaymar n'y est pas étrangère. Les scènes finales d'expédition comptent parmi les moments les plus « mémorables du film », tout comme l'apparition des différents animaux, qui font référence - non sans malice - à la modestie des vieux films d'horreur.
Jean-Michel Frodon, de Slate, revient sur l'univers du cinéaste, qui est étranger aux codes de représentations occidentaux - et qui ont pu déconcerter certains spectateurs : cet univers est « inspiré par un rapport au monde qui est celui de centaines de millions d'êtres humains, et qu’on désigne par le mot "animisme". Ce rapport au monde (...) est quasiment ignoré des arts occidentaux, cinéma compris, alors même qu’il est au principe d’une immense quantité de productions symboliques. Si (...) le cinéma peut aider à mieux comprendre les autres, et le cas échéant à les traiter avec plus de considération, c’est précisément en permettant de rencontrer des univers mentaux qui nous sont étrangers, et qui le restent. À les rencontrer comme étrangers ». Danièle Heymann, de l'hebdomadaire Marianne, évoque un film « totalement envoûtant » et rajoute qu'Apichatpong Weerasethakul a gagné en simplicité : sa représentation « familière » des fantômes montre le talent de son auteur pour rendre naturel ce qui est inouï ou incongru.
Le Parisien, circonspect, parle d'un film « souvent beau et barbant », qui « cultive une étrangeté poétique qui enchante ou rebute ». Le critique de Time Out reconnaît les grandes qualités plastiques du film mais récuse les croyances que nous illustre le film, ce qui fait que « les personnages ne sont tout simplement pas plausibles ». Michel Ciment, de la revue Positif, considère que les scènes dans la jungle, inspirées par les tableaux d'Henri Rousseau, sont « magnifiques », mais que les scènes quotidiennes (celles du début) ne sont pas aussi envoûtantes. Eva Bettan de France Inter, dit être restée extérieure au film, même s'il est « formellement extraordinaire ».
El Watan juge que « Oncle Boonmee est une merveille qui sacralise l'espace et le temps, lui donnant une force émotionnelle rarement vue dans le paysage cinématographique de ces dix dernières années ». Le Bangkok Post écrit que c'est une œuvre de pure beauté.
Libération qualifie Oncle Boonmee de peut-être le plus beau film de cinéma sur le cinéma ayant jamais remporté une palme.
Les Cahiers du cinéma, qui défendent le cinéma d'Apichatpong Weerasethakul depuis ses débuts, consacrent une couverture au film en juin 2010 ainsi qu'un édito saluant sa victoire au festival de Cannes et le classent numéro 1 des films de l'année 2010. Le film est également classé à la première place par les lecteurs de la revue.

## Distinctions
- Festival de Cannes 2010 : Palme d'or[65]
- Asian Film Awards 2011 : prix du meilleur film